# Donati (cognome)
Donati è un cognome di lingua italiana.

## Varianti
De Donati, De Donatis, De Donato, Di Donato, Don, Dona, Donà, Donadel, Donadelli, Donadello, Donadi, Donadini, Donado, Donadon, Donadona, Donadoni, Donadono, Donadu, Donatella, Donatelli, Donatello, Donatiello, Donatini, Donato, Donatone, Donatoni, Donatucci.

## Origine e diffusione
Cognome panitaliano, è presente prevalentemente nel centro-nord Italia.
Potrebbe derivare dai prenomi Donato, Donatiano o Donadio.
In Italia conta circa 9208 presenze.
La variante Donadelli è reggiana, modenese, milanese, bergamasca, lodigiana, vicentina, veneziana e giuliana; Donadi è trevigiano; Donadini è trevigiano e veneziano; Donadon è trevigiano, veneziano, bellunese e pordenonese; Donadello è vicentino e padovano; Donadona è napoletano; Donadel è trevigiano, veneziano, bellunese, pordenonese e padovano; Donatello è veronese, padovano, vicentino e salernitano; Donatoni è tipico veronese; Donatucci compare in Abruzzo e Molise, specificamente a Pescara, Isernia e Chieti; Dona è padovano ma compare anche a Grottole (provincia di Matera); Donà è tipicamente veneto e trentino, con presenze anche a Latina; Donato è panitaliano; Donadoni è bergamasco; Donatiello è presente a Caserta, Benevento, Avellino, Potenza, Brindisi e Taranto; Donatelli è umbro, veronese e abruzzese e compare inoltre in due distinti settori delle Puglie; De Donati è valtellinese; De Donatis è leccese; De Donato è milanese, ravennate, riminese, romano, campano, potentino, barese e cosentino; Di Donato è laziale, abruzzese, campano e pugliese; Donado è quasi unico.

## Persone
- Angelo Donati, banchiere e filantropo italiano (Modena, n.1885 - Parigi, † 1960)
- Angelo Donati, banchiere e patriota italiano (Modena, n.1847 - Milano, † 1897)
- Lazzaro Donati, banchiere italiano (Modena, n.1845 - Milano, † 1932)
- Lazzaro Donati, banchiere italiano (Modena, n.1873 - Milano, † 1918)